# 小行星7297
小行星7297（英語：7297）是一颗围绕太阳公转的小行星。1992年10月21日，杉江淳在Dynic发现了此天体。
这颗小行星的绝对星等为302.31825等。